# ناندمريم
الناندمريم (التسمية الثنائية:†Nhandumirim) هو جنس منقرض من الديناصورات القاعدية يتبع شبيهات عظائيات الأرجل.